# Klagenfurt-Land (distrito)
| Klagenfurt-Land                                      |                                          |
| Estado                                               | Caríntia                                 |
| Capital                                              | Klagenfurt                               |
| Área                                                 | 765,59 km²                               |
| População                                            | 58 365 habitantes (1 de janeiro de 2010) |
| Densidade                                            | 76 hab./km²                              |
| Website                                              | Site Oficial                             |
| Localização de Klagenfurt-Land no estado de Caríntia |                                          |
|                                                      |                                          |

Klagenfurt-Land é um distrito da Áustria localizado no estado da Caríntia.

## Cidades
Klagenfurt-Land possui 19 municípios, sendo um deles, Ferlach, com estatuto de cidade (Stadtgemeinde) e seis com estatuto de mercado (Marktgemeinde):
| Cidade: 1. Ferlach Mercados: 1. Ebenthal in Kärnten 2. Feistritz im Rosental 3. Grafenstein 4. Maria Saal 5. Moosburg 6. Schiefling am See | Municípios: 1. Keutschach am See 2. Köttmannsdorf 3. Krumpendorf am Wörther See 4. Ludmannsdorf 5. Magdalensberg 6. Maria Rain 7. Maria Wörth 8. Poggersdorf 9. Pörtschach am Wörther See 10. Sankt Margareten im Rosental 11. Techelsberg am Wörther See 12. Zell |